# 復活の地
『復活の地』（ふっかつのち）は、小川一水による2004年刊のSF小説。早川書房よりハヤカワ文庫として全3巻刊行。大震災にあった国家の復興を描いた物語。

## あらすじ
一度は星間国家を築いた人類文明が何らかの理由で宇宙技術を失って衰退した後、技術の再発見によって復興を迎えた時代。既に星間国家を再興した列強に対し、未だ統一国家を持たない惑星レンカでは、レンカ帝国が周辺諸民族を征服し、惑星を統一する事で列強に対抗できる体制を築こうとしていた。

　そのレンカ帝国の首都、トレンカを突然の巨大地震が襲う。五十万に及ぶ膨大な死者の中には政府閣僚や元老などの国家要人のほとんどが含まれており、元首である高皇までが行方不明になったレンカ帝国は崩壊の危機に直面した。さらには陸軍が植民地のジャルーダ人労働者を秘密裏に虐殺したことも判明する。生き残った数少ない高級文官として災害対策に奔走した主人公セイオは、唯一無事が確認された皇族である内親王スミルを摂政に迎え、復興院総裁として国家再建に取り組む。しかしその強引なやり方は再建された政府や陸軍、帝都庁とも対立し、民衆の支持をも失った結果、セイオは失脚。復興院も廃止されてしまう。

　加えて先の震災が自然のものではなく、僅か数か月後に再び発生する事をセイオは知る。権限を持たない一官吏となった彼は民衆の中に草の根のようなネットワークを築き、人々の防災意識を高める事によって来るべき第二次震災に立ち向かう道を選ぶが、政府首相サイテンはこの災害をも利用し、レンカを強大な中央集権国家に作り替えようと暗躍していた。そして再来する帝都震災。果たしてレンカ帝国の運命は――

## 主な登場人物
セイオ・ランカベリー
28歳。植民地総督府参事。総督が震災で亡くなったために、総督代理を務め、復興に奔走する。後に、帝国復興院の総裁に任命される。
スミル
18歳。レンカ帝国ハルハナミア内親王。帝都から離れたハイダック庄で暮らしていたため、難を逃れる。レンカ皇族の生き残りということもあり、ヨーシュ・クノロック、サイテンらの推挙もあり、摂政の地位に着く。
ハーヴィット・ソレンス
天軍軍令部調査部所属の士官。階級は少佐。
カクト・ザグラム
天軍軍令部総長。階級は少将。
ヨーシュ・クノロック
侯爵。元老でただ一人の生き残り。
ジスカンバ・サイテン
59歳。万民院議員。与党最大派閥のナンバー2であった。後に首相に着任。レンカ帝国の未来のため、皇室の廃止と民主政への移行を目論む。
スーザック・グレイハン
陸軍少将。若手士官のリーダー格。震災後に参謀総長代行を傀儡として陸軍の実権を掌握する。
サユカ
スミル付きの侍女。
ジュロー・シンルージ
トレンカ都令。唯一、震災を生き延びた行政機関の長。男爵位をもっている。サユカの父親。
イェーツ・シマック
植民地総督府総督。震災で負傷し、総督代理にセイオを任命し亡くなる。

## 漫画化
『月刊コミックフラッパー』にて、2009年7月号から2011年11月号まで連載。作画はみずきたつ。セイオの総裁就任をもって完結となった。

## 出版物
- 小説
  - 復活の地 1 （早川書房 ハヤカワ文庫JA、2004年6月、ISBN 4-15-030761-X）
  - 復活の地 2 （早川書房 ハヤカワ文庫JA、2004年8月、ISBN 4-15-030766-0）
  - 復活の地 3 （早川書房 ハヤカワ文庫JA、2004年10月、ISBN 4-15-030770-9）
- 漫画
  - 復活の地 1 （メディアファクトリー MFコミックス フラッパーシリーズ、2009年12月、ISBN 978-4-8401-2955-8）
  - 復活の地 2 （メディアファクトリー MFコミックス フラッパーシリーズ、2010年7月、ISBN 978-4-8401-3353-1）
  - 復活の地 3 （メディアファクトリー MFコミックス フラッパーシリーズ、2011年1月、ISBN 978-4-8401-3746-1）
  - 復活の地 4 （メディアファクトリー MFコミックス フラッパーシリーズ、2012年1月、ISBN 978-4-8401-4403-2） （完）

## 日本国外での刊行
韓国語訳
2010年に韓国・テウォンC.I.の日本SF翻訳レーベルNT Libraryから韓国語版が全3巻で刊行された。